# Rastovača (Kroatië)
Rastovača is een plaats in de gemeente Plitvička Jezera in de Kroatische provincie Lika-Senj. De plaats telt 90 inwoners (2001).